# Принія плямистогруда

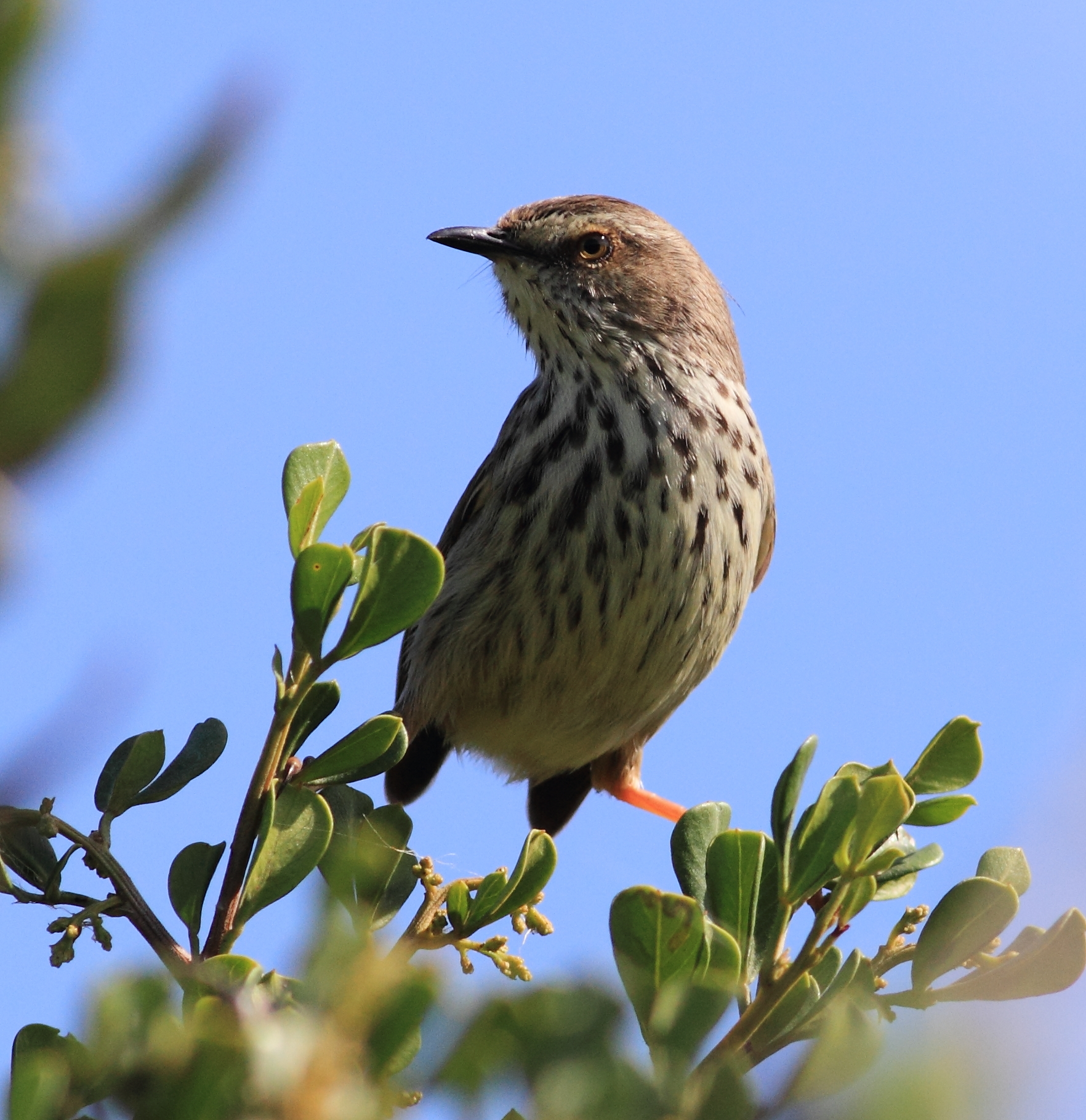
Плямистогруда принія

Принія плямистогруда (Prinia maculosa) — вид горобцеподібних птахів родини тамікових (Cisticolidae). Мешкає в Південно-Африканській Республіці, Намібії і Лесото.

## Опис
Довжина птаха становить 13-15 см. Верхня частина тіла коричнева, над очима білі "брови", Горло білувате, поцятковане темними плямками, нижня частина тіла жовтувато-біла або жовта, поцяткована темними смужками.Хвіст довгий, направлений догори. на кінці чорний. Лапи рожевувато-коричневі, очі темно-карі. Виду не притаманний статевий диморфізм. У молодих птахів нижня частина тіла жовтіша. а смужки на ній менш виражені.

## Підвиди
Виділяють три підвиди:
- P. m. psammophila Clancey, 1963 — південний захід Намібії і захід ПАР;
- P. m. maculosa (Boddaert, 1783) — південь Намібії, захід і центр ПАР;
- P. m. exultans Clancey, 1982 — південний схід ПАР і Лесото.

## Поширення і екологія
Плямистогруді принії живуть в чагарникових і орлякових заростях в кару і фінбоші, на напівпустельних гірських схилах.

## Поведінка
Плямистогруді принії харчуються комахами та іншими безхребетними. Гніздо куполоподібне з бічним входом, зроблене із зеленої трави, розміщується в густих чагарникових заростях. Сезон розмноження триває з серпня по вересень у відносно вологих районах, в сухих районах продовжується до грудня.